# دارك هورس كومكس
دارك هورس كومكس (بالإنجليزية: Dark Horse Comics)‏ هي ناشر للقصص المصورة الأمريكية والمانغا. تأسست في 1986. يقع مقرها في ميلواوكي بأوريغون في الولايات المتحدة. أسسها مايك ريتشاردسون. عمل فيها أشخاص أبرزهم فرانك ميلر ومايك ميغنولا.

## أعمال مستندة على عناوينها
- القناع (مسلسل كرتوني)
- القناع (فيلم)
- تايمكوب (فيلم)
- المفترس ضد ألين (فيلم)
- فتى الجحيم (فيلم)
- مدينة الخطيئة (فيلم)
- ابن القناع (فيلم)
- ألين ضد المفترس: قداسة
- فتى الجحيم 2 (فيلم)
- مدينة الخطيئة: سيدة لتقتل من أجلها
- أسطورة طرزان (فيلم)

## وصلات خارجية
- الموقع الرسمي